# 点火孔

加农炮的必要部件:
1. 抛射物或者弹药
2. 火药
3. 点火孔

点火孔是一个小孔，通过它可点燃加农炮或前膛枪的推进剂。
將帶刺的鋼釘塞到點火孔裏很難拔出來，這使得大砲無法點火發射。如果大砲有被敵方奪走的危險，我方就會釘塞點火孔，以免敵方用它來砲擊我方。如果我方不能運走擄獲的大砲，也會釘塞點火孔，以免敵方奪回後用來砲擊我方。如果沒有特製的鋼釘可用，也可以將刺刀插到點火孔中，再將其打斷，使刀尖嵌入點火孔。